# Olympische Winterspiele 2018/Teilnehmer (Neuseeland)
| Gelbes Symbol für Goldmedaillen mit stilisierten Olympischen Ringen | Graues Symbol für Silbermedaillen mit stilisierten Olympischen Ringen | Braundes Symbol für Bronzemedaillen mit stilisierten Olympischen Ringen |
| ------------------------------------------------------------------- | --------------------------------------------------------------------- | ----------------------------------------------------------------------- |
| —                                                                   | —                                                                     | 2                                                                       |

Neuseeland nahm an den Olympischen Winterspielen 2018 mit 20 Athleten in fünf Disziplinen teil, davon 16 Männer und 4 Frauen.
Fahnenträger bei der Eröffnungsfeier am 9. Februar war der Freestyle-Skier Beau-James Wells.

## Teilnehmer nach Sportarten

### Eisschnelllauf
| Athleten      | Wettbewerbe | Zeit        | Rang |
| ------------- | ----------- | ----------- | ---- |
| Männer        |             |             |      |
| Reyon Kay     | 1500 m      | 1:47,81 min | 26   |
| Peter Michael | 1500 m      | 1:46,39 min | 14   |
| Peter Michael | 5000 m      | 6:14,07 min | 4    |

| Athleten      | Wettbewerbe | Halbfinale | Halbfinale | Finale        | Finale        | Rang |
| Athleten      | Wettbewerbe | Punkte     | Rang       | Punkte        | Rang          | Rang |
| ------------- | ----------- | ---------- | ---------- | ------------- | ------------- | ---- |
| Männer        |             |            |            |               |               |      |
| Reyon Kay     | Massenstart | 0          | 12         | ausgeschieden | ausgeschieden | 24   |
| Peter Michael | Massenstart | 60         | 1          | 0             | 15            | 15   |

| Athleten                             | Wettbewerbe    | Viertelfinale | Viertelfinale | Halbfinale | Halbfinale  | B-Finale    | B-Finale    | Rang |
| Athleten                             | Wettbewerbe    | Gegner        | Zeit          | Gegner     | Zeit        | Gegner      | Zeit        | Rang |
| ------------------------------------ | -------------- | ------------- | ------------- | ---------- | ----------- | ----------- | ----------- | ---- |
| Männer                               |                |               |               |            |             |             |             |      |
| Shane Dobbin Reyon Kay Peter Michael | Teamverfolgung | Norwegen      | 3:41,18 min   | Südkorea   | 3:39,53 min | Niederlande | 3:43,54 min | 4    |

### Freestyle-Skiing
| Athleten         | Wettbewerbe | Qualifikation | Qualifikation | Finale        | Finale        | Rang   |
| Athleten         | Wettbewerbe | Punkte        | Rang          | Punkte        | Rang          | Rang   |
| ---------------- | ----------- | ------------- | ------------- | ------------- | ------------- | ------ |
| Frauen           |             |               |               |               |               |        |
| Britt Hawes      | Halfpipe    | 57,40         | 21            | ausgeschieden | ausgeschieden | 21     |
| Janina Kuzma     | Halfpipe    | 67,80         | 16            | ausgeschieden | ausgeschieden | 16     |
| Männer           |             |               |               |               |               |        |
| Nico Porteous    | Halfpipe    | 72,80         | 11            | 94,80         | 3             | Bronze |
| Miguel Porteous  | Halfpipe    | 62,60         | 17            | ausgeschieden | ausgeschieden | 17     |
| Beau-James Wells | Halfpipe    | 88,20         | 5             | 91,60         | 4             | 4      |
| Byron Wells      | Halfpipe    | 88,60         | 4             | DNS           | DNS           | 12     |
| Finn Bilous      | Slopestyle  | 85,00         | 13            | ausgeschieden | ausgeschieden | 13     |
| Jackson Wells    | Slopestyle  | 52,80         | 25            | ausgeschieden | ausgeschieden | 25     |

| Athleten      | Wettbewerbe | Setzung     | Setzung | Achtelfinale | Viertelfinale | Halbfinale    | Finale        | Rang |
| Athleten      | Wettbewerbe | Zeit        | Rang    | Rang         | Rang          | Rang          | Rang          | Rang |
| ------------- | ----------- | ----------- | ------- | ------------ | ------------- | ------------- | ------------- | ---- |
| Männer        |             |             |         |              |               |               |               |      |
| Jamie Prebble | Skicross    | 1:10,48 min | 25      | 3            | ausgeschieden | ausgeschieden | ausgeschieden | 25   |

### Skeleton
| Athlet         | Lauf 1  | Lauf 1 | Lauf 2  | Lauf 2 | Lauf 3  | Lauf 3 | Lauf 4  | Lauf 4 | Gesamt      | Gesamt |
| Athlet         | Zeit    | Rang   | Zeit    | Rang   | Zeit    | Rang   | Zeit    | Rang   | Zeit        | Rang   |
| -------------- | ------- | ------ | ------- | ------ | ------- | ------ | ------- | ------ | ----------- | ------ |
| Männer         |         |        |         |        |         |        |         |        |             |        |
| Rhys Thornbury | 50,90 s | 8      | 51,03 s | 10     | 50,65 s | 6      | 52,14 s | 20     | 3:24,72 min | 14     |

### Ski Alpin
| Athleten       | Wettbewerbe  | 1. Lauf     | 2. Lauf       | Gesamt        | Gesamt        |
| Athleten       | Wettbewerbe  | Zeit        | Zeit          | Zeit          | Rang          |
| -------------- | ------------ | ----------- | ------------- | ------------- | ------------- |
| Frauen         |              |             |               |               |               |
| Alice Robinson | Riesenslalom | 1:16,66 min | 1:14,53 min   | 2:31,19 min   | 35            |
| Alice Robinson | Slalom       | DNF         | ausgeschieden | ausgeschieden | ausgeschieden |
| Männer         |              |             |               |               |               |
| Adam Barwood   | Super-G      | −           | −             | 1:31,10 min   | 43            |
| Adam Barwood   | Riesenslalom | 1:13,41 min | 1:13,81 min   | 2:27,22 min   | 34            |
| Adam Barwood   | Slalom       | DNF         | ausgeschieden | ausgeschieden | ausgeschieden |
| Willis Feasey  | Super-G      | −           | −             | 1:28,59 min   | 37            |
| Willis Feasey  | Riesenslalom | 1:14,48 min | 1:13,80 min   | 2:28,28 min   | 36            |
| Willis Feasey  | Slalom       | DNF         | ausgeschieden | ausgeschieden | ausgeschieden |

### Snowboard
| Name                 | Wettbewerb | Qualifikation | Qualifikation | Finale        | Finale        | Rang   |
| Name                 | Wettbewerb | Punkte        | Rang          | Punkte        | Rang          | Rang   |
| -------------------- | ---------- | ------------- | ------------- | ------------- | ------------- | ------ |
| Frauen               |            |               |               |               |               |        |
| Zoi Sadowski-Synnott | Big Air    | 92,00         | 05            | 157,50        | 03            | Bronze |
| Zoi Sadowski-Synnott | Slopestyle | abgesagt      | abgesagt      | 48,38         | 13            | 13     |
| Männer               |            |               |               |               |               |        |
| Tiarn Collins        | Slopestyle | DNS           | DNS           | DNS           | DNS           | DNS    |
| Carlos Garcia Knight | Big Air    | 97,50         | 1             | 54,25         | 11            | 11     |
| Carlos Garcia Knight | Slopestyle | 80,10         | 2             | 78,60         | 05            | 05     |
| Rakai Tait           | Halfpipe   | 36,50         | 26            | ausgeschieden | ausgeschieden | 26     |

| Name            | Wettbewerb     | Qualifikation | Qualifikation | Achtelfinale | Viertelfinale | Halbfinale    | Finale        | Rang |
| Name            | Wettbewerb     | Zeit          | Rang          | Rang         | Rang          | Rang          | Rang          | Rang |
| --------------- | -------------- | ------------- | ------------- | ------------ | ------------- | ------------- | ------------- | ---- |
| Männer          |                |               |               |              |               |               |               |      |
| Duncan Campbell | Snowboardcross | 1:16,68 min   | 37            | 5            | ausgeschieden | ausgeschieden | ausgeschieden | 37   |